# Il cavaliere di Kruja
Pour plus de détails, voir Fiche technique et Distribution.
Il cavaliere di Kruja est un film d'aventures italien réalisé par Carlo Campogalliani et sorti en 1940.
Il s'agit sans doute du seul film italien de propagande fasciste consacré à l'invasion italienne de l'Albanie. Les extérieurs ont presque tous été tournés en Albanie.

## Synopsis
Le jeune journaliste italien Stefano Andriani se rend en Albanie, où il tombe amoureux, en retour, d'Eliana, une jeune fille du pays. Un jour, Andriani tombe sur le chef de tribu Hasslan Haidar, un opposant au régime du roi Zog, qui a été blessé par des gardes royaux ; il le sauve, le ramène dans son village et conclut avec lui un « pacte de sang » qui fait d'eux des frères. Plus tard, le journaliste découvre par hasard que le chef est le frère d'Eliana et doit donc renoncer à son projet de mariage. Par ailleurs, le chef de la police de Tirana tente de profiter de la situation pour monter Hasslan contre Andriani. L'arrivée des troupes italiennes qui conquièrent l'Albanie, résout tout et dissipe le malentendu.

## Fiche technique
- Titre original italien : Il cavaliere di Kruja[2]
- Réalisation : Carlo Campogalliani, assisté de Vittorio Cottafavi
- Scénario : Aldo Vergano, Aldo Malatesta, Gian Gaspare Napolitano
- Photographie : Aldo Tonti
- Montage : Mario Bonotti (it)
- Musique : Alberto Ghislanzoni
- Décors : Luigi Ricci (it)
- Société de production : Capitani Film
- Pays de production :  Royaume d'Italie
- Langue originale : italien
- Format : Noir et blanc - 1,37:1 - Son mono - 35 mm
- Genre : film d'aventures
- Durée : 81 minutes
- Date de sortie :
  - Royaume d'Italie : 5 septembre 1940

## Distribution
- Antonio Centa : Stefano Andriani
- Doris Duranti : Eliana Haidar
- Guido Celano : Hasslan Haidar
- Leda Gloria : Alidjé
- Nico Pepe : Mario Marini
- Giuseppe Rinaldi : Essad Haidar
- Carlo Duse : Argiropulos
- Emilio Petacci : ouvrier
- Walter Lazzaro : Magnani
- Luigi Carini : Velio
- Vasco Creti : Haidar
- Oscar Andriani : chef de la police

## Accueil critique
(octobre 2024).
Le contenu est difficilement compréhensible vu les erreurs de traduction, qui sont peut-être dues à l'utilisation d'un logiciel de traduction automatique.
« Ricco di genuino colore locale, feste popolari e riti, danze e canti, sono qua e là sfondo e commento alla vicenda - il film è sembrato rispondere pienamente alle intenzioni dei suoi realizzatori come all'aspettativa del pubblico, che era quella di vedere per la prima volta nella viva funzione dello schermo, fianco a fianco, la nostra e quella gente (...) uno schietto, compiaciuto applauso ha accolto la nuova fatica di Campogalliani e l'impegno dei suoi interpreti, cioè, tra i migliori, la Duranti e la Gloria, Centa, Celano e il giovane Rinaldi »
—  A. Albani Barbieri (it)

« Riche d'une couleur locale authentique, les fêtes populaires et les rituels, les danses et les chants, sont ici et là l'arrière-plan et le commentaire de l'histoire - le film semble répondre pleinement aux intentions de ses réalisateurs ainsi qu'à l'attente du public, qui était de voir pour la première fois dans la fonction vivante de l'écran, côte à côte, notre peuple et ce peuple (...) un applaudissement franc et souriant a salué le nouvel effort de Campogalliani et l'engagement de ses interprètes, à savoir, parmi les meilleurs, Duranti et Gloria, Centa, Celano et le jeune Rinaldi. »